# Antoine Laplasse
Antoine Laplasse (ur. 16 maja 1883 w Vernay, zm. 24 sierpnia 1918) – francuski as myśliwski z czasów I wojny światowej. Osiągnął 8 zwycięstw powietrznych. Należał do grona asów posiadających tytuł honorowy Balloon Buster. 

## Życiorys
Po uzyskaniu cywilnej licencji lotniczej (Civil Pilot's Brevet) 11 lipca 1914, przeniósł się do francuskich sił powietrznych. Po służbie jednostce obserwacyjnej Escadrille 461CRP, został przeniesiony 20 października 1917 do eskadry myśliwskiej SPA 75. Pierwsze zwycięstwo powietrzne odniósł nad samolotem niemieckim 15 grudnia 1915 roku w okolicach St. Mard. Do 22 sierpnia zestrzelił jeszcze jeden samolot niemiecki oraz sześć balonów obserwacyjnych. Zginął w walce 24 sierpnia 1918. 

## Odznaczenia
- Médaille militaire;
- Krzyż Wojenny (Francja)[1] .